# 严克伦
严克伦（1913年5月—1988年8月30日），原名严丕作，字乐亭；陕西永寿人。1932年10月加入中国共产党，是中共第十二届中央纪律检查委员会委员（至1985年9月）。曾任中共陕西省委书记（当时设有“第一书记”），陕西省人大常委会主任等职。
1988年8月30日，在北戴河疗养期间病逝。

## 生平
严克伦出生在咸阳市永寿县监军镇封侯村的一个普通农民家庭。1922年在读高等小学期间，加入了共产党领导的外围组织“青年社”。1929年赴西安，就读于省立第一师范学校。“九·一八”事变后，开始参加抗日救亡运动。1932年，入省立高级中学读书，并加入中国共产主义青年团；当年10月转为中国共产党党员，并先后担任“西安反帝大同盟”组织的党团书记，中共西安临时市委书记，西安中心市委组织部部长。1935年高中毕业后，回到永寿，以学校教员身份做掩护，发展中共地下党组织。1936年，严克伦、张赓良等成功策动乾县铁佛寺保安分队发动武装起义，攻打永寿县政府、并击毙了县长祁芸石，随即宣布成立了“陕甘边抗日联军”。当年12月“西安事变”和平解决后，受组织派遣，到杨虎城部警备二旅六团任上尉政治协理员，做兵运工作。后，再次回到永寿，发展中共地方势力。
1939年11月，因党内遭人举报，时任中共西兰地委组织部部长、兼永寿中心县委书记的严克伦被捕入狱。次年1月成功越狱后，赴延安；先后在陕北公学和延安大学学习；1942年4月任中共平东工委书记；1943年回中央党校参加整风运动。第二次国共内战初期，严克伦曾率部在麟游等地开展游击战，牵制国民党军；后历任中共西府工委副书记，陕甘宁边区邠县地委副书记、兼组织部长等职。
中华人民共和国成立后，严克伦出任首任中共咸阳地委书记、兼咸阳军分区政委。此后，他一直在中共陕西省委工作；历任省委秘书长，省委常委、财贸工作部部长，省委书记处候补书记、书记兼省委秘书长，省委监察委员会书记等职。文化大革命开始后，严克伦受到冲击，先后在省五七干校、西安石油仪器一厂劳动锻炼。1978年后，出任中共陕西省委书记（当时设有“第一书记”），并兼任省委纪律检查临时委员会第一书记；在1982年召开的中共十二大上，当选中纪委委员（至1985年9月中共全国代表会议召开）；1982年2月至9月，还曾兼任省委政法委员会书记。1983年4月，严克伦当选陕西省第六届人大常委会主任。
1988年8月30日，刚刚卸任领导职务的严克伦在河北北戴河疗养期间，因糖尿病合并症发作离世。

## 家庭
严克伦的夫人苏文（原名郭藩凤）。1927年出生于印度尼西亚北苏门答腊省Berastagi市鎮，是中国著名表演艺术家；曾在歌剧《刘三姐》中扮演刘三姐，在歌剧《朝阳沟》中扮演银环等角色。1953年，经时任咸阳军分区司令员李平介绍，与严克伦在北京相识；1954年在西安结婚；婚后育有三个女儿。